# Ucieczka do tropiku
Ucieczka do tropiku – czwarty studyjny album Marka Bilińskiego. Album został wydany w 1987 roku nakładem wydawnictwa Polton na nośniku kasety magnetofonowej. Nagrania zrealizowano w lipcu 1987 w studio Tonpress w Warszawie.

## Lista utworów
Źródło:.
Strona A
1. „Dom w dolinie mgieł” – 3:06
2. „Bulwary nad rzeką wspomnień” – 3:38
3. „Stare dobre czasy” – 3:29
4. „Fontanna radości” – 6:50

Strona B
1. „Ucieczka z tropiku” – 3:55
2. „Przyjaciel wesołego diabła” – 3:48
3. „Gorące lato” – 3:43
4. „Porachunki z bliźniakami” – 4:28
5. „Taniec w zaczarowanym gaju” – 3:04

## Wykonawcy
Źródło:.
- Marek Biliński – syntezatory, kompozycja, aranżacja, remastering

Realizacja
- Janina Bilińska – produkcja
- Włodzimierz Kowalczyk – realizacja dźwięku
- Marek Goebel – projekt graficzny